# 木卫二十七
木卫二十七（S/2000 J 7，Praxidike，/prækˈsɪdiki/，prak-SID-ik-ee；希腊语：Πραξιδίκη），又名Jupiter XXVII是木星的一颗逆行的不規則衛星。由斯科特·谢泼德所領導的夏威夷大學研究小組於2000年發現。
木卫二十七軌道平均半徑為20,824 Mm，軌道周期為613.904地球日，與黃道間的軌道傾角為144°（与木星赤道143°），運轉方向為逆行，軌道離心率为0.1840。
它在2003年8月被命名为Praxidike，是希腊神话中的惩罚女神。
它是阿南刻衛星群中的成员，据信是被俘虏的日心形小行星分裂的残余物。估计直径为7公里，是阿南刻衛星群中继木卫十二后的第二大成员（假定反照率为0.04）。
木卫二十七呈现灰色（色指數 B-V=0.77, R-V= 0.34），是典型的C-型小行星。